# Вітряний провулок (Київ)
Вітряни́й прову́лок — зниклий провулок, що існував у Подільському районі міста Києва, місцевість Вітряні гори. Пролягав від вулиці Собінова до Межової вулиці.

## Історія
Провулок виник в середині XX століття під назвою 222-га Нова вулиця. Назву Вітряний провулок набув 1944 року. Ліквідований у зв'язку зі зміною забудови наприкінці 1970-х — на початку 1980-х років.